# Thomisus oscitans
Thomisus oscitans là một loài nhện trong họ Thomisidae.
Loài này thuộc chi Thomisus. Thomisus oscitans được Charles Athanase Walckenaer miêu tả năm 1837.